# 穂高稔
穂高 稔（ほだか みのる、1927年〈昭和2年〉7月20日 - 2021年〈令和3年〉11月23日）は、日本の俳優。本名は兼田 儀明（かねだ よしあき）。

## 人物
広島県出身。劇団青俳出身。旧軍事技術機関学校卒業。東京俳優生活協同組合に所属していた。
特技は乗馬、殺陣、艪。
2021年11月23日17時8分、心不全のため死去。94歳没。

## 出演

### 映画
- あれが港の灯だ （1961年、東映）
- 江戸犯罪帳 黒い爪（1964年、東映）
- 暗殺（1964年、松竹）
- 忍者狩り（1964、東映）
- 幕末残酷物語（1964年、東映）
- 大喧嘩（1964年、東映）
- 殴り込み侍（1965年、松竹）
- 徳川家康（1965年、東映）
- 異聞猿飛佐助 (1965年、松竹)
- 隠密侍危機一発（1965年、東映）
- 893愚連隊（1966年、東映）
- 丹下左膳 飛燕居合斬り（1966年、東映）
- 骨までしゃぶる（1966年、東映）
- 十一人の侍（1967年、東映）
- あゝ同期の桜（1967年、東映）
- 懲役十八年（1967年、東映）
- 極道シリーズ（1968年 - 1976年、東映） 
  - 極道（1968年）
  - 帰ってきた極道（1968年）
  - 兵隊極道（1968年）
  - 釜ヶ崎極道（1973年）
- みな殺しの霊歌（1968年、松竹）
- 産業スパイ（1968年、東映）
- 日本暗殺秘録（1969年、東映）
- 皆殺しのスキャット（1970年、大映）
- 悪親分対代貸（1969年、東映）
- 麻薬売春Gメン 恐怖の肉地獄（1972年、東映）
- 必殺仕掛人 梅安蟻地獄（1973年、松竹）
- 海軍横須賀刑務所（1973年、東映）
- 山口組外伝 九州進攻作戦（1974年、東映）
- 仁義なき戦い 完結篇（1974年、東映）
- 夜明けの旗 松本治一郎伝（1976年、東映）
- サード（1978年、ATG）
- 日本の首領 完結篇（1978年、東映）
- 小説吉田学校（1983年、東宝）

### テレビドラマ
- 特別機動捜査隊（NET）
  - 第112話「風の中の街」（1963年）
  - 第229話「枯れた春」（1966年）
  - 第307話「海に生きる」（1967年）
  - 第445話「ある終局」（1970年） - 山川
  - 第504話「乱れた女たち」（1971年） - 飯沢
  - 第534話「復讐の条件」（1972年） - 相田
  - 第632話「赤い魔女」（1973年） - 小野川
  - 第636話「つめたい故郷の風」（1974年） - 畑中
  - 第655話「ある特捜記者」（1974年） - 栗原
  - 第724話「おもかげの宿」（1975年） - 源次郎
- 新選組血風録（1965年、NET） - 篠原泰之進
  - 第18話「油小路の決闘」
  - 第20話「その前夜」
- 俺は用心棒シリーズ（NET / 東映）
  - 第1シリーズ（1967年）
    - 第19話「眞葛ヶ原にて待つ」
    - 第25話「めおとの風」

  - 第4シリーズ（1969年）
    - 第2話「草笛の鳴る朝」
    - 第18話「稲妻の中に」
- 銭形平次 （CX）
  - 第65話「秩父の姉妹」（1967年）
  - 第146話「顔のない兄貴」（1969年）
  - 第183話「影を追う女」（1969年）
  - 第241話「夫婦ざんげ」（1970年）
  - 第267話「十手のない平次」（1971年）
  - 第383話「悪の細道」（1973年）
  - 第496話「雨あがりの虹」（1975年） - 木原忠介
  - 第743話「傷だらけの恋」（1980年）
  - 第798話「御宿しもだや殺人事件」（1982年）
  - 第799話「雪の夜の密室殺人」（1982年）
  - 第852話「逆転」（1983年）
- 木下恵介アワー / もがり笛 第5話 - 第7話（1967年、TBS）
- ザ・ガードマン　第113話「悪夢の果て」-サカイゴロウ（1967年、TBS / 大映テレビ室）
- アイウエオ 第1話 - 第3話、第37話、第39話（1967年 - 1968年、NHK）
- 剣（NTV）
  - 第36話「海鳴り」（1967年）
  - 第39話「無分別は見越しの木登り」（1968年）
- 腕におぼえあり
- 待っていた用心棒（1968年、NET）
  - 第5話「湯島裏の女」
  - 第23話「花嫁御寮の嫁」
- 大江戸八百八夜夢物語
- 風 第20話「小指のない武士」（1968年、TBS）
- 帰って来た用心棒（1968年、NET）
  - 第12話「あの竹藪をぬけて」
  - 第17話「川の流れに」
- 風来坊 第16話、第17話（1968年、CX）
- 花のお江戸のすごい奴 第5話「亡者の剣」（1969年、CX / 東映 / 新国劇） - 小野寺将監
- キイハンター（TBS）
  - 第74話「大渓谷に着陸せよ」（1969年）
  - 第119話「殺人免許貸します」（1970年）
- 天を斬る（NET / 東映）
  - 第9話「しぐれの町」（1969年）
  - 第26話「血斗暁七ツ」（1970年） - 室戸重左エ門
- 遠山の金さん捕物帳（NET）
  - 第5話「夢を慕う女」（1970年） - 及川将監
  - 第33話「虎穴に入った男」（1971年） - 黒川兵部
  - 第63話「夜霧に消えた男」（1971年） - 新助
  - 第120話「惚れて憎んで又惚れた女」（1972年）
  - 第141話「孔子を裏切った男」（1973年） - 柘植典膳
- 鬼平犯科帳 第1シリーズ 第44話「おみよは見た」（1970年、NET / 東宝） - 金谷の又市
- 大岡越前（TBS / C.A.L）
  - 第1部 第27話、第28話「天一坊事件（前篇、後篇）」（1970年） - 松平伊豆守
  - 第2部 第12話「まごころ」（1971年8月2日） - 小普請組組頭・佐古善八郎　
  - 第5部 第14話「将軍様の人情裁き」（1978年5月8日） - 石上主水
  - 第6部 第27話「殺生禁断!鯉の罠」（1982年9月6日） - 戸田備中守
  - 第13部
    - 第6話「泣き笑い恋の鞘当て」（1992年12月21日） - 三国屋
    - 第20話「過去を消していた女」（1993年3月29日） - 但馬屋

  - 第15部 第25話「最後の罪が恩返し」（1999年3月8日） - 戸崎織部
- さむらい飛脚 第5話「茶釜が生首に化けるとき」（1971年、NET）
- 徳川おんな絵巻 第37話「まぼろしの恋」（1971年、KTV）
- 軍兵衛目安箱 第7話「十三両の金」（1971年、NET / 東映） - 勘次郎
- 弥次喜多隠密道中 第25話「鷹ノ巣谷の対決（土佐）」（1972年、NTV）
- 大河ドラマ（NHK）
  - 新・平家物語 第21話（1972年） - 長田忠致
  - 峠の群像（1982年） - 堀小四郎
  - 山河燃ゆ（1984年） - 牧師
  - 春の波涛（1985年） - 検事
- 荒野の素浪人 第1シリーズ 第37話「爆砕 火薬樽の丘」（1972年、NET / 三船プロ）
- 新選組 第9話「土方歳三清水坂に斬り込む」（1973年、CX） - 大村伝蔵
- 水戸黄門（TBS / C.A.L）
  - 第4部（1973年）
    - 第15話「津軽哀歌 -青森-」 - 塩屋源八郎
    - 第30話「御用金強奪事件 -白河-」 - 秋葉勘十郎

  - 第5部 第13話「浪花女のど根性 -大阪-」（1974年6月24日） - 金原荒次郎
  - 第6部 第17話「若君替玉作戦 -松山-」（1975年7月21日） - 駒井新八郎
  - 第7部 第8話「ちゃんの土俵入り -青森-」（1976年7月12日） - 中井景太夫
  - 第9部 第18話「命を賭けた忍びの掟 -五箇山-」（1978年12月4日） - 小杉源八
  - 第11部 第15話「天狗の鼻にお灸 -会津-」（1980年11月24日） - 大友玄馬
  - 第13部 第22話「復讐!化け猫騒動 -佐賀-」（1983年3月14日） - 早坂喜内
  - 第23部
    - 第1話（1994年8月1日） - 室戸蔵人
    - 第23話「命の恩人は大嘘つき -下関-」（1995年1月6日） - 小月屋

  - 水戸黄門外伝 かげろう忍法帖 第15話「西洋衣装で仇討ち -長崎-」（1995年） -  安藤図書
  - 第24部
    - 第6話「お髭を染めた黄門さま -大坂-」（1995年10月23日） - 土岐伊予守
    - 第33話「涙でついた父の嘘 -仙台-」（1996年5月13日） - 小暮喜内

  - 第25部 第16話「子供たちの恩返し -中津-」（1997年4月14日） - 五代恒雅
  - 第28部 第1話「五十三次世直し旅 -品川-」（2000年3月6日） - 小笠原長重
- 走れ!ケー100 第14話「ニセモノ紋太富士を行く（静岡の巻）」（1973年、TBS）
- 剣客商売 第17話「兎と熊」（1973年、CX）
- ロボット刑事 第23話「センスイマン 水中の恐怖!!」（1973年、CX / 東映） - 戸田教授
- 科学捜査官 第7話「熱線カメラは暴く」（1973年、KTV / 松竹） - 八代
- 江戸を斬る（TBS / C.A.L）
  - 江戸を斬る 梓右近隠密帳  第16話「浪人無惨」（1974年3月4日） - 塚本新兵衛
  - 江戸を斬るII 第16話「燃える牢獄」（1976年2月23日） - 石出帯刀
- 八州犯科帳 第10話「涙を棄てた女」（1974年、CX / C.A.L） - 真田幸蔵
- 白い滑走路 第9話「追憶」（1974年、TBS）
- ご存知遠山の金さん 第41話「折鶴は知っている」（1974年、NET）
- 座頭市物語 第17話「花嫁峠に夕陽は燃えた」（1975年、CX）
- 伝七捕物帳（NTV）
  - 第63話「見合いをした女」（1975年） - 下井軍兵衛
  - 第99話「命を賭けた一分銀」（1976年）  - 巴屋
- はぐれ刑事（1975年、NTV）
- 痛快!河内山宗俊 第1話「一世一代の大芝居」（1975年、CX / 勝プロ）
- 破れ傘刀舟悪人狩り 第55話「いのちの絶唱」（1975年、NET） - 神坂玄馬
- 同心部屋御用帳 江戸の旋風 第49話「浮世絵の女」（1976年、CX）
- Gメン'75 第42話「殺人の条件」（1976年、TBS / 東映） - 警視庁中原署捜査課長
- 大江戸捜査網（12ch→TX / 三船プロ）
  - 第245話「牢破り無情」（1976年） - 辰三
  - 第555話「女狩り 黒い十手の怨み節」（1982年） - 叶屋
  - 第569話「乱れからくり偽美術品の罠」（1982年） - 石黒兵馬
  - 第607話「刺青連続殺人! 宿命の父娘」（1983年） - 浪人
- 非情のライセンス（NET→ANB）
  - 第2シリーズ 第88話「兇悪・その愛」（1976年） - 榊原
  - 第3シリーズ 第2話「兇悪の素顔・あなたと死にたい!」（1980年） - 池上常務
- 必殺シリーズ（ABC）
  - 必殺からくり人 第10話「お上から賞金をどうぞ」（1976年） - 緑水
  - 新・必殺仕置人 第31話「牢獄無用」（1977年） - 渡海屋
  - 必殺からくり人・富嶽百景殺し旅 第13話「尾州不二見原」（1978年） - 尾張屋
  - 必殺仕事人 第37話「落し技替玉斬り」（1980年） - 利兵治
  - 新・必殺仕舞人 第12話「けだもの狩りはしげさ節」（1982年） - 儀作
  - 必殺仕事人IV 第5話「お加代 十里早駆けに挑戦する」（1983年） - 目付役 青柳
- 五街道まっしぐら! 第11話「河童と美女といたずら小僧」（1976年、NET）
- 俺たちの朝 第23話「炊事当番と物置小屋と下着の山」（1977年、NTV / 東宝）
- 快傑ズバット 第26話「許せ我が子よ!」（1977年、12ch） - 小山内勇治
- 破れ奉行 第5話「暗黒街の紅い花」（1977年、ANB / 中村プロ） - 高野重兵衛
- 桃太郎侍（NTV）
  - 第46話「酔いどれ芸者の涙唄」（1977年） - 新吉
  - 第240話「桃太郎、命ぎりぎり」（1981年） - 忠七親分
  - 第241話「赤い首輪をつけた猫」（1981年） - 忠七親分
- 花王 愛の劇場（TBS）
  - 別れて生きる時も（1978年）
  - 黒革の手帖（1984年）
- 暴れん坊将軍シリーズ（ANB / 東映）
  - 吉宗評判記 暴れん坊将軍
    - 第16話「対決! 花の吉原」（1978年4月29日） - 大竹彦太夫
    - 第58話「江戸一番!桜おどり」（1979年3月31日） - 太田左近太夫
    - 第101話「八百万石を担ぐ男」（1980年2月23日） - 太田外記
    - 第162話「纏が咲かせた人参の花」（1981年5月30日） - 滝沢左門

  - 暴れん坊将軍II
    - 第47話「天下御免のじゃじゃ馬馴らし」(1984年) - 備前屋嘉兵衛
    - 第102話「春風に消えた恋女房」（1985年） - 佐兵衛

  - 暴れん坊将軍IV 第61話「嵐呼ぶよな島帰り!」（1992年） - 政五郎
  - 暴れん坊将軍V
    - 第19話「おんな密偵の初恋」（1993年） - 六兵衛
    - 第37話「わが恋せし上様」（1994年） - 彦兵衛
- 土曜ドラマ（NHK）
  - 松本清張シリーズ・一年半待て（1978年） - 工事主任
  - 松本清張シリーズ・天才画の女（1980年） - 刑事
- 土曜ワイド劇場（ANB）
  - 0計画を阻止せよ（1979年）
  - 無人霊柩車 美人女将の死体を乗せて函館の夜を走る!（1998年） - 倉森哲造
- 江戸の激斗 第2話「闇にひそむ牙」（1979年、CX / 東宝） - 仁吉
- 特捜最前線（ANB / 東映）
  - 第125話「亡霊・帰って来た幽子!」（1979年）
  - 第256話「虫になった刑事!」（1982年）
  - 第263話「痴漢になった老刑事!」（1982年）
  - 第331話「小さな紙吹雪の叫び!」（1983年）
  - 第363話「獄中からのラブレター!」（1984年）
  - 第393話「オレンジ色の傘の女!」（1984年）
  - 第440話「結婚したい女・ハイミスOLの復讐!」（1985年）
- 半七捕物帳 第24話「闇からの声」（1979年、ANB）
- そば屋梅吉捕物帳 第8話「草笛に泣く流れ星」（1979年、12ch）
- 駆け込みビル7号室 第4話「何が女子高生陽子を変えたのか?!」（1979年、CX）
- 長七郎天下ご免!（ANB）
  - 第13話「吾兵衛が惚れた!」（1980年） - 長谷川主水正
  - 第46話「情けが仇の父娘草」（1980年） - 佐助
  - 第91話「泣いて笑った 火の玉母ちゃん」（1981年） - 相州屋
- 走れ!熱血刑事 第4話「テニスコートの銃声」（1980年、ANB）
- 新五捕物帳（NTV）
  - 第131話「命賭けた女」（1981年）
  - 第160話「心に描く母の似顔」（1981年）
  - 第191話「目覚めた操り人形」（1982年）
- 太陽戦隊サンバルカン 第26話「ハラペコ満腹料理」（1981年、ANB） - 村田
- 文吾捕物帳 第6話「もうひとつの顔」（1981年、ANB / 三船プロ）
- 12時間超ワイドドラマ / 竜馬がゆく（1982年、TX） - 古高俊太郎
- 影の軍団II 第17話「伊賀忍法 火の鳥」（1982年、KTV / 東映）- 霞の左源太
- 太陽にほえろ!（NTV / 東宝）
  - 第494話「ジプシー刑事登場!」（1982年） - 中田社長
  - 第523話「ゴリさん、死の対決」（1982年） - 城南署刑事
  - 第538話「七曲署・1983」（1983年） - 黒岩弁護士
  - 第553話「ドックとマミー」（1983年） - 矢崎刑事（北署）
  - 第564話「夏の別れ」（1983年） - 塚本荘一郎（短大教授）
  - 第571話「誘拐」（1983年） - 岩倉常務
  - 第613話「ヘッドハンター」（1984年） - 城西大学附属病院医師
  - 第644話「七曲署全員出動・狙われたコンピューター」（1985年） - 東都銀行コンピューターセンター所長
- 立花登 青春手控え 第19話「哀しみの罠」（1982年、NHK）
- 金曜ドラマ / 淋しいのはお前だけじゃない 第12話「忠臣蔵・刃傷松の廊下」（1982年、TBS）
- 右門捕物帖 第2話「同心は悲しみを越えて」（1982年、NTV）
- 遠山の金さん（ANB / 東映）
  - 第35話「浮世風呂からくり殺人!」（1982年） - 大和屋
  - 第151話「華麗なる賭け・女壺振り師お涼!」（1985年） - 市兵衛
- 源九郎旅日記 葵の暴れん坊 第36話「奥能登にかけた蜃気楼」（1983年、ANB / 東映） - 能登屋
- 西部警察 PART-II 第40話「ペガサスの牙」（1983年、ANB） - 斉藤医師
- ザ・サスペンス（TBS）
  - 黄金流砂「アヒル」は死の言葉（1983年、大映テレビ）
  - 鳥取砂丘殺人事件（1984年）
- 連続テレビ小説 / おしん 第218話（1983年、NHK）
- 女たちの大坂城（1983年、YTV）
- 事件記者チャボ! 第26話「最後にチャボっといい感じ!!」（1984年、NTV） - 原島亮平
- 時代劇スペシャル / 子連れ狼（1984年、CX）
- 長七郎江戸日記 第1シリーズ 第63話「おふくろさんよ……」（1985年、NTV / ユニオン映画） - 大橋左門
- ザ・ハングマン4 第20話「麻薬女優と大学教授の恋がハメられる!」（1985年、ABC） - 佐々木亘（東和大学法学部部長）
- 金曜女のドラマスペシャル / 鬼子母の末裔（1985年、CX）
- 刑事物語'85 第9話「一年後の殺人」（1985年、NTV / ユニオン映画）
- スペシャルドラマ / イエスの方舟（1985年、TBS）
- このこ誰の子? 第22話「愛する人よ強くあれ」（1987年、CX）
- 銭形平次 第14話「岡っ引嫌い」（1987年、NTV）
- 仮面ライダーBLACK 第12話「超マシン伝説誕生」（1987年、MBS / 東映） - 大門洋一
- 教師びんびん物語 第8話「銀座はオレのステージだ!」（1988年、CX）
- 火曜サスペンス劇場（NTV）
  - 雨月荘殺人事件（1988年） - 河合勝之助
  - 新・女検事 霞夕子 第2作「罪深き血」（1994年）
- 閨閥（1990年、TBS）
- レスキューポリスシリーズ（ANB / 東映）
  - 特警ウインスペクター 第40話「瀬戸大橋の怪人I」、第41話「瀬戸大橋の怪人II」（1990年） - 木下専務
  - 特救指令ソルブレイン 第49話「大好き! 悪い子」（1991年） - 柴田教授
- 現代推理サスペンス / 骨の証言（1990年、KTV）
- 銭形平次（CX）
  - 第1シリーズ 第16話「十二人の盗賊」（1991年） - 儀助
  - 第2シリーズ 第2話「夢の中の殺人」（1992年）
- 鬼平犯科帳 第3シリーズ 第13話「尻毛の長右衛門」（1992年、CX / 松竹） - 塚原の元右衛門
- 名奉行 遠山の金さん 第4シリーズ 第16話「天誅暗殺団を狙う美人芸者」（1992年、ANB / 東映） - 伊豆屋嘉右衛門
- 月曜ドラマスペシャル（TBS）
  - 迷走地図（1992年）
  - 早乙女千春の添乗報告書 第2作「青森湯けむりツアー殺人事件」（1996年） - 柏木秀夫
- 腕におぼえあり 第1シリーズ 第8話「代稽古」（1992年、NHK）
- 金曜ドラマシアター / 居酒屋兆治（1992年、CX）
- 八百八町夢日記 第2シリーズ（1992年、NTV / ユニオン映画）
  - 第14話「うたかたの晴れ着」 - 杢兵衛
  - 第30話「殿様は盗っ人上り」 - 川俣外記
- はぐれ医者・お命預かります! 第7話「女房殺し」（1995年、ANB）
- 味いちもんめ 第2シリーズ 第10話「グルメ絶賛!? 京料理の神髄」（1996年、ANB）
- 総理と呼ばないで 第9話「罠にはまった総理」、第10話「総辞職」（1997年、CX）
- 美少女H 第18話「父、帰る…」（1998年、CX）
- ディア・フレンド（1999年、TBS）
- はぐれ刑事純情派 第12シリーズ 第26話「安浦刑事祭り太鼓を打つ! 喪服の女」（1999年、ANB）
- 女と愛とミステリー / 松本清張没後10年特別企画・家紋 （2002年、TX） - 生田文吉

### その他
- 大マジカル頭脳パワー!!スペシャル「マジカルミステリー劇場」（1991年）